# United States Navy Marine Mammal Program
Das US Navy Marine Mammal Program (NMMP) ist ein von der US Navy geleitetes Programm zur Erforschung des militärischen Nutzens von Meeressäugetieren. Hierbei werden vor allem Tümmler und Seelöwen auf Aufgaben wie den Schutz von Schiffen und Häfen, Minenentdeckung und -räumung sowie das Bergen von Ausrüstungsgegenständen trainiert. Die Basis des Projektes befindet sich im kalifornischen San Diego, wo kontinuierliches Training mit Tieren stattfindet. Gruppen von NMMP-Tieren wurden beispielsweise in maritimen Kampfgebieten des Vietnamkriegs und des Irakkriegs eingesetzt.
Seit Gründung des Programms ist dieses von heftigen Kontroversen zur Haltung der Tiere und Spekulationen zur Art der Missionen und des Trainings umgeben. Ein Teil dieser Kontroversen wurde dadurch begünstigt, dass das Programm bis in die frühen 1990er Jahre als Verschlusssache gehandhabt wurde. Seit der Öffnung des Projekts haben jedoch die Bedenken von Tierschützern zugenommen, die oftmals eine militärische Verwendung von Meeressäugetieren sogar in Nichtkombattantenrollen wie der Minensuche ablehnen. Die Navy gibt hingegen an, mittels externer Aufsicht und kontinuierlicher Überwachung der Tiere die grundsätzlichen Tierschutzbestimmungen einzuhalten. 

## Geschichte
Die Ursprünge des Programms reichen bis 1960 zurück, als für hydrodynamische Studienzwecke zur Verbesserung der Torpedoleistung ein Weißstreifendelfin beschafft wurde. Es sollte hier untersucht werden, ob Delfine ein komplexes System zur Reduzierung des Strömungswiderstands entwickelt hatten, was jedoch mit der verfügbaren Technologie nicht gezeigt werden konnte. Die Forschung wird heute mit moderner Technologie weitergeführt, wobei vermutet wird, dass insbesondere die Nachgiebigkeit der Haut, Biopolymere und die Erhitzung von Grenzschichten eine Rolle in der Widerstandsreduzierung spielen.
1963 wurde aufgrund der außergewöhnlichen Intelligenz, Trainierbarkeit und Tauchfähigkeit der Tiere ein neues Forschungsprogramm im kalifornischen Point Mugu gegründet. Die Forschungsanlage wurde auf einer Sandbank zwischen der Mugu-Lagune und dem Pazifik  errichtet. Das Ziel war die Untersuchung der Sinne und Fähigkeiten von Delphinen, wie ihren natürlichen Sonar und der für Tieftauchen ausgelegten Physiologie und sinnvolle Trainingsaufgaben für Delphine und Seelöwen, wie die Markierung und die Suche nach Objekten, zu ermitteln.  Ein großer Erfolg dieses Programms war die Entdeckung, dass die Arbeit mit trainierten Delphine und Seelöwen auch dann noch zuverlässig möglich war, wenn diese sich unangeleint in der offenen See befanden.
1965 nahm ein Navy-Delfin namens „Tuffy“ am SEALAB II-Projekt im kalifornischen La Jolla teil, indem er Werkzeuge und Nachrichten zwischen der Oberfläche und dem eingesetzten Habitat in 60 m Tiefe transportierte. Tuffy wurde ebenfalls dazu trainiert, verschollene Taucher zu lokalisieren und in Sicherheit zu lotsen.
1967 wurde die Anlage aus Point Mugu zu Point Loma in San Diego verlagert und unter die Kontrolle durch das neu gegründete Space and Naval Warfare Systems Center San Diego (SSC San Diego, welches vorher unter verschiedenen anderen Namen bekannt war) gestellt. Zusätzlich wurde ein Labor in der hawaiischen Marine Corps Air Station an der Kāne'ohe Bay eingerichtet. Infolge eines Base-Realignment-and-Closure-Prozesses  wurde das Labor 1991 geschlossen und die meisten Tiere nach San Diego verlegt. Einige Tiere blieben jedoch für eine gemeinsame Erforschung durch die U.S. Navy und die Universität von Hawaii zurück.

## Das Programm
Die Basis des NMMP ist ein Teil des SSC San Diego. Die Tiere werden in der Bucht von San Diego trainiert; Delfintrainer können häufig in dieser Bucht beobachtet werden, wo die Tiere mittels kleiner Spezialboote zwischen ihren Habitaten und den Trainingsgebieten transportiert werden. Für einige Forschungen werden auch andere Stätten genutzt, beispielsweise die kalifornische San-Clemente-Insel und die Kanalinseln, sowie Torpedotestgelände in Seattle und Kanada. Nach offiziellen Angaben dienen die Tiere zum Schutz von Häfen und Liegenschaften der Navy vor Angriffen durch Schwimmer, die Suche und Bergung teurer Ausrüstung und Trainingsziele, sowie die Aufklärung von Seeminen.
Es gibt fünf Tiergruppen, von denen jede für eine spezifische Aufgabe ausgebildet wird. Jede Mensch-Tier-Gruppe wird dabei mit einer Designation (englisch „mark“ oder kurz „MK“) versehen, die bestehenden Gruppen sind „MK 4“–„MK 8“. MK 4, 7 und 8 verwenden Delfine, MK 5 Seelöwen und MK 6 beide Tierarten. Die Gruppen können binnen 72 Stunden per Schiff, Flugzeug, Helikopter oder Landfahrzeug in nationale und internationale Einsatzgebiete verlegt werden.

### Minensuche

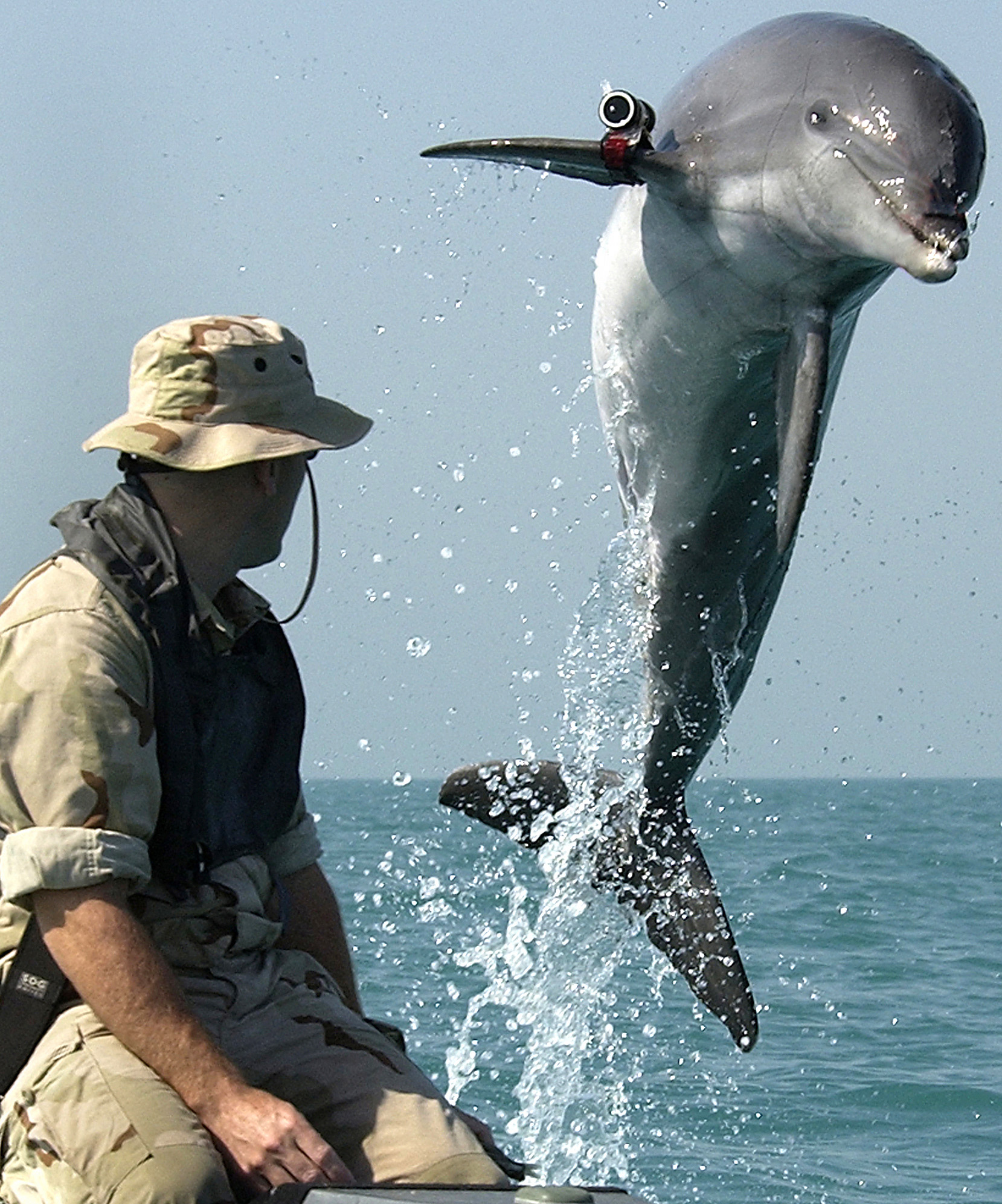
NMMP Delphine wie diese führten während des Golfkrieges im Persischen Golf Minensuche durch

Drei der maritimen Säugetiergruppen sind für die Beseitigung feindlicher Seeminen trainiert. Diese Minen stellen eine ernstzunehmende Gefahr für die Schiffe der U.S. Navy dar. MK 4 und MK 7 klären feindliche Minen auf und markieren diese. Hierbei ist MK 4 auf fixierte Ankergrundminen und MK 7 auf dem Meeresgrund liegende oder im Sedimentgestein vergrabene Minen spezialisiert. MK 8 klärt sichere Korridore für Landungstruppen auf.
Im Einsatz wartet der Delfin auf ein Signal seines Trainers, bevor er mit der Durchsuchung eines Bereichs mittels seiner natürlichen Echoortung beginnt. Der Delfin erstattet mittels festgelegter Antworten seinem Trainers über eventuelle Funde Meldung. Wird ein minenartiges Objekt entdeckt, weist der Trainer seinen Delfin an, dieses Objekt zu markieren. Hierdurch kann es von Schiffen vermieden oder durch Taucher neutralisiert werden.
Minensuchende Delfine wurden während des Irak-Kriegs 2003 im Persischen Golf eingesetzt. Nach Angaben der Navy halfen die Tiere bei der Beseitigung von mehr als 100 Seeminen und Sprengfallen im Hafen von Umm Qasr.

## Wachaufgaben
MK 6 nutzt sowohl Delfine als auch Seelöwen als Wachen, um Hafenanlagen und Schiffe gegen nicht autorisierte Schwimmer zu schützen. MK 6 wurde erstmals im Vietnamkrieg zwischen 1971 und 1972 und Bahrain von 1986 bis 1987 eingesetzt.

## Objektbergung

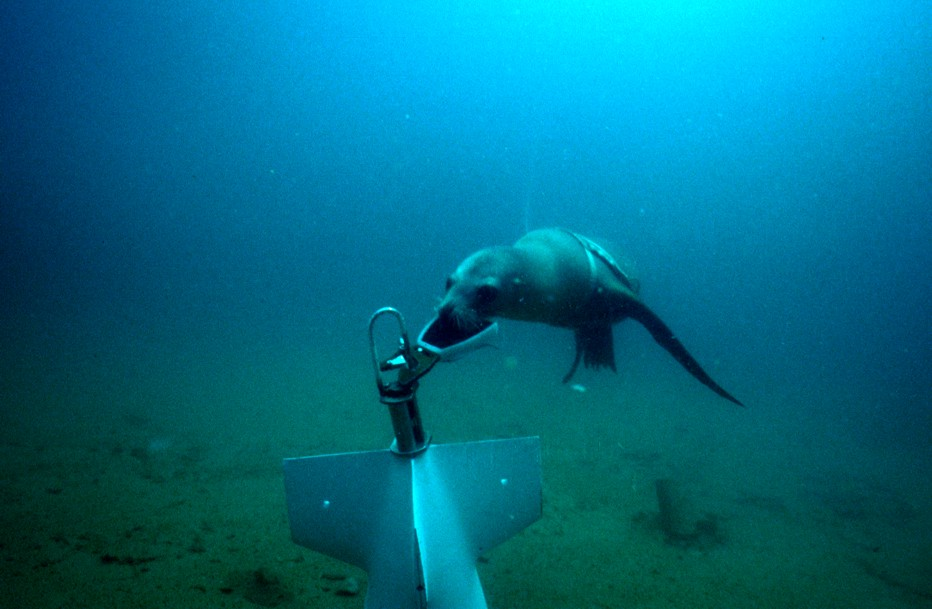
Ein Seehund beim Training.

MK 5 ist auf die Bergung von Gegenständen (beispielsweise Übungsminen) spezialisiert, welche von Schiffen abgefeuert oder von Flugzeugen über dem Meer abgeworfen werden. Die Gruppe nutzt Seelöwen, um die Gegenstände lokalisieren und Bergungsgerätschaften daran anzubringen. In dieser Rolle können sie weitaus mehr als menschliche Taucher leisten, deren Tauchgänge in Dauer und Häufigkeit beschränkt sind.
Zudem trainiert die Gruppe mittels Übungsdummys die Bergung von Opfern bei Flugzeugabstürzen.
Seine Fähigkeiten stellte MK 5 im November 1970 bei der Bergung einer ASROC (Anti Submarine Rocket) aus einer Tiefe von 50 m unter Beweis.

## Angriffsmissionen
In den Medien, wie auch in der Fiktion, fanden sich zahlreiche Spekulationen über Angriffstraining der Navy-Delfine, beispielsweise direkte Angriffe auf Schwimmer oder das Anbringen von Haftminen an ankernden Schiffen.
Nach Angaben der Navy fand derartige Ausbildung nicht statt. Da Delfine keinen Unterschied zwischen freundlichen und feindlichen Schiffen oder Schwimmern ausmachen können, wäre der Erfolg eines derartigen Einsatzes nicht vorhersehbar. Stattdessen werden die Tiere auf die Entdeckung sämtlicher Minen und Schwimmer in einem Zielgebiet abgerichtet. Der Trainer entscheidet anhand der Rückmeldung der Tiere, welche Maßnahmen zu treffen sind. 
Die U.S. Navy verfügt über ein breit gefächertes Arsenal konventioneller Waffen, welche sich gegen in Häfen ankernde Schiffe einsetzen lassen: beispielsweise den Mark 48-Torpedo, die Mark 67 submarine-launched mobile mine und die MK-60 CAPTOR-Mine. Ein einzelnes Jagd-U-Boot kann bei einem Einsatz bis zu 40 MK 67-Minen in ein 8–10 km großes Zielgebiet einbringen, wovon jede mit einem 230-kg-Sprengkopf bestückt ist. Diese Kapazität ist weitaus größer und planbarer als der Einsatz von Delfinen.

## Die Tiere

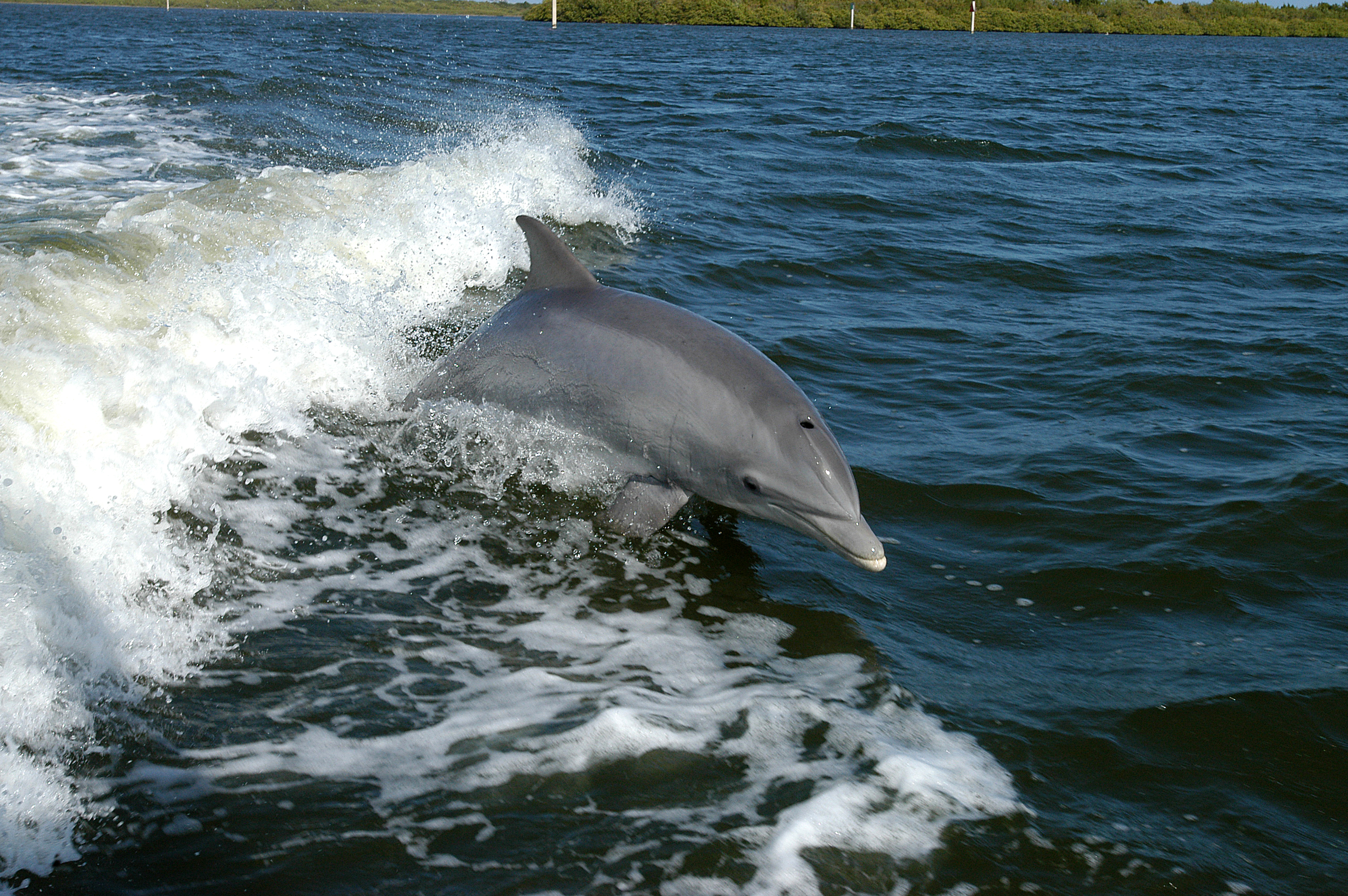
Insbesondere Große Tümmler werden im Programm eingesetzt.

Die Navy gibt an, die folgenden Tiere innerhalb des Programms verwendet zu haben:
| Wale: - Weißwal - Großer Tümmler - Gemeiner Delfin - Weißflankenschweinswal - Kleiner Schwertwal - Großer Schwertwal - Weißstreifendelfin - Grindwal - Rundkopfdelfin - Rauzahndelfin | Robben: - Kalifornischer Seelöwe - Seehund - See-Elefanten - Ohrenrobben - Kegelrobbe - Stellerscher Seelöwe | Andere: - Vögel - Haie |

Heute werden hauptsächlich große Tümmler und kalifornische Seelöwen verwendet und in der Basis in San Diego gehalten. Die Fähigkeiten der Delfine, durch ihre natürliche Echoortung Objekte im Wasser und auf dem Meeresboden zu orten, kann mittels künstlichem Sonar bisher nicht erreicht werden. Seelöwen verfügen hingegen über ein empfindliches Hörvermögen unter Wasser und eine außerordentliche Sicht in nur schwach erhellten Gebieten. Beide Arten können trainiert werden und sind in der Lage, wiederholte Tieftauchgänge durchzuführen. Bis in die späten 1990er Jahre wurden etwa 140 Meeressäuger im Programm verwendet.

## Tierschutz
Das Programm ist kontinuierlich von Kontroversen umgeben, welche vor allem durch behauptete Misshandlungen entstehen. Allerdings richten sich auch Bedenken gegen die militärische Nutzung von Tieren allgemein.
Die Richtlinien der Navy sehen ausschließlich positiv verstärkende Dressurtechniken zur Ausbildung der Tiere und eine Haltung nach allgemein akzeptierten Standards vor. Nach Angaben des NMMP werden diese Auflagen strikt im Sinne des Marine Mammal Protection Act und des Animal Welfare Act erfüllt. Die Association for the Accreditation of Animal Laboratory Animal Care (AAALAC) führt das NMMP als anerkannte Institution an. Diese freiwillige Anerkennung erfordert, dass Forschungsprogramme Tierschutzstandards oberhalb des gesetzlichen Rahmens erfüllen. Da die Anerkennung vor allem auf die Haltungsbedingungen von Labortieren abzielt, gibt es jedoch keine Rahmenbedingungen für den Einsatz der Tiere. Zudem ist das NMMP als Mitglied der Alliance of Marine Mammal Parks and Aquariums aufgeführt.
Selbst unter Einhaltung der Auflagen erzeugt die militärische Nutzung von Meeressäugern jedoch auch weiterhin Gegenwehr. Hierbei wird vor allem der unvermeidbare Stress dieser Ausbildungen angeführt, welcher nicht im natürlichen Lebensraum der Tiere vorkommt, sowie deren Habitate außerhalb der Ausbildungen. Auch die Nutzung von Maulkörben, welche die Delfine während der Arbeit an der Nahrungssuche hindern, ist umstritten. Nach Angaben der Navy dient dies vor allem dazu, die Delfine vor Verschlucken schädlicher Gegenstände zu bewahren, Gegner des Programms halten es jedoch für eine Verstärkung der Kontrolle des Trainers, die mittels Futter für erfolgreiche Aufgaben belohnt werden.
Die Resozialisierung oder weitere Haltung „ausgemusterter“ Tiere ist ein weiterer Grund für Bedenken. 
Auch die Einsatzgebiete der Tiere sind für manche Kritiker von Bedeutung, denn Transport und die plötzliche Versetzung in ein dem Tier nicht vertrautes Gebiet erzeugen für dieses Stress. Im Einsatzgebiet heimische Delfine könnten zudem eine Gefahr für NMMP-Tiere darstellen, da sie ihre Reviere gegen Eindringlinge verteidigen.
Weitere Bedenken betreffen die Gefahren, welchen die Tiere in ihrer Arbeitsumgebung ausgesetzt sind. Dies betrifft einerseits das Risiko der versehentlichen Detonation einer Mine. Nach Angaben der Navy ist die Gefahr hierfür jedoch minimal, da die Tiere darauf ausgebildet werden, die Minen nicht zu berühren und diese ohnehin nicht durch Meerestiere ausgelöst werden sollen. Andererseits könnten Feindkräfte, die um die minensuchenden Tiere wissen, Delfine in großem Ausmaß töten.

## Mediale Rezeption
In Frank Schätzings Roman "Der Schwarm" wird der Einsatz von Delphinen aus dem Marine Mammal Program thematisiert.
Auch Robert Merle bearbeitet in seinem Roman Ein vernunftbegabtes Tier dieses Thema. 